# Vie romee

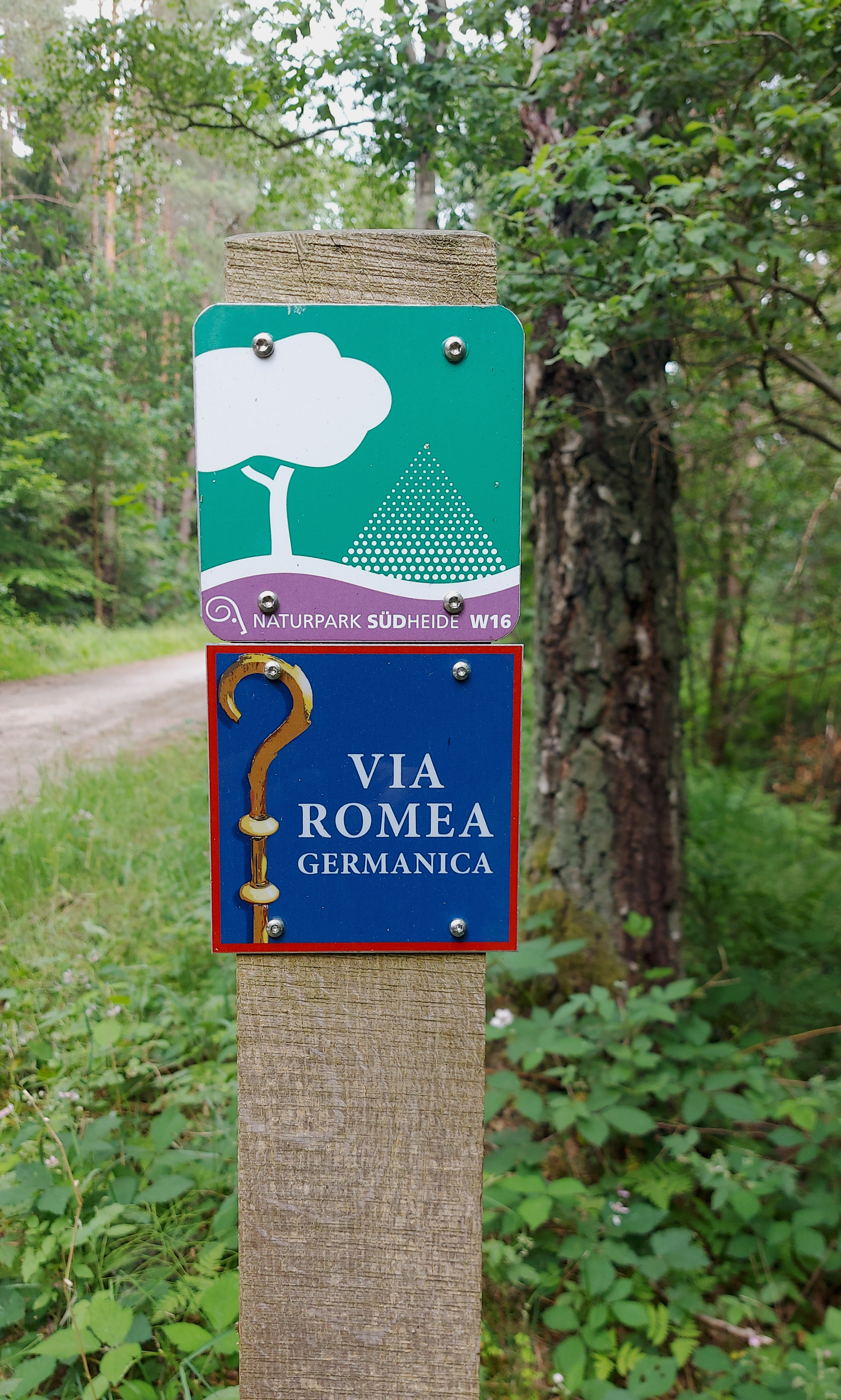
Segnavia nel Parco naturale di Südheide

Nel Medioevo erano chiamate vie romee (o romane, o romipete) le strade che i pellegrini percorrevano verso Roma, la città che costituiva una delle principali mete, con Gerusalemme e Santiago di Compostela, della Cristianità occidentale.
Per ovvi motivi, la penisola italiana era particolarmente interessata da una fitta rete di tracciati viari diretti a Roma. Le strade più importanti erano denominate romee o romane: di qui la frequenza dei due nomi.
Chi veniva da settentrione o da oriente, invece, percorreva altre vie romee, tra cui la Via Romea per eccellenza era quella che seguiva la costa adriatica, anche se da lontano, per evitare luoghi malsani o paludosi. Possiamo parlare, pertanto, di una Via Romea Nonantolana, una Via Romea della Sambuca, una Via Romea Germanica detta anche di Stade o Via Romea dell'Alpe di Serra, e altre ancora.
I transiti per tutte queste vie per Roma aumentano specie a partire dal XII secolo, quando il flusso dei pellegrini romei viene sempre più alimentato dalle regioni cristianizzate dell'Europa centrale e dei paesi scandinavi.

## Descrizione

### La Via Romea Francigena

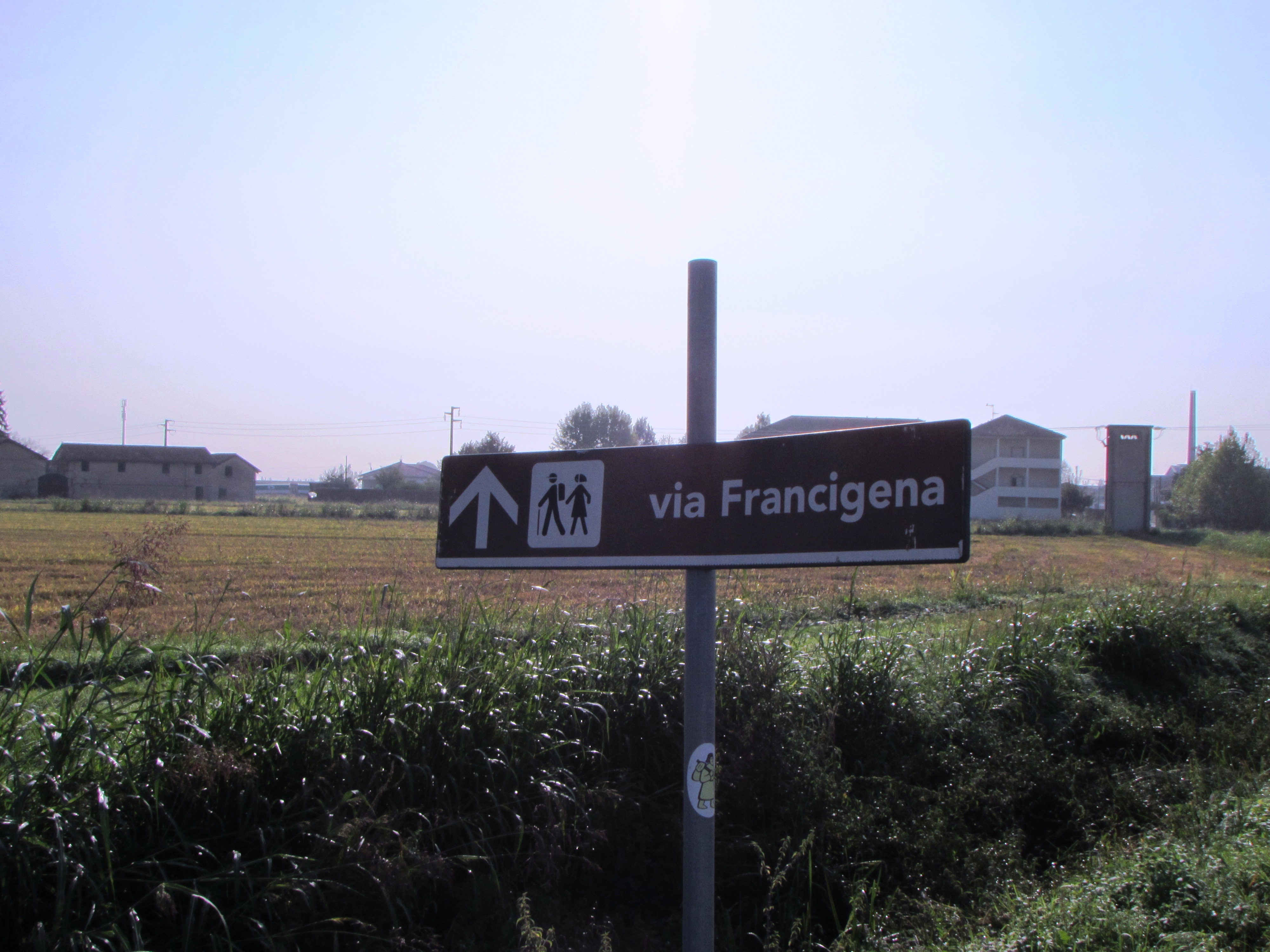
Cartello indicatore Via Francigena vicino a Vercelli

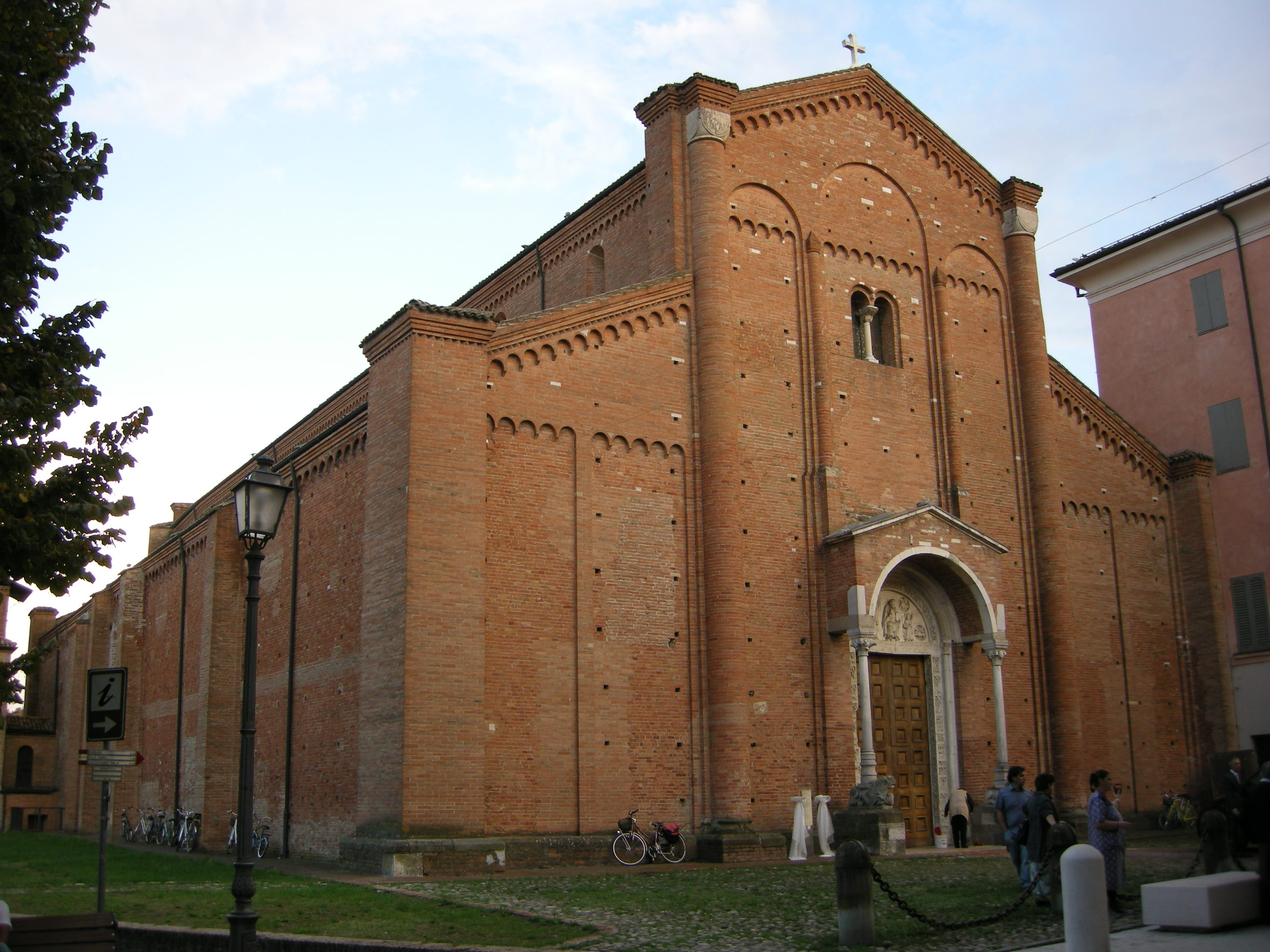
Facciata della basilica abbaziale di Nonantola

Fin dall'epoca longobarda l'itinerario romeo principale per i pellegrini provenienti da Occidente e diretti a Roma (e di lì in Terra santa) è la via Francigena, detta così poiché traeva le sue origini nell'area abitata dai Franchi. La tratta che conduceva dalle Alpi a Roma prendeva il nome di via Romea Francigena.
In particolare, dalla Valle d'Aosta la via raggiunge Ivrea, quindi Vercelli e Pavia; si attraversano gli Appennini tra le province di Piacenza e Parma passando per Fornovo di Taro e Berceto. Raggiunta Pontremoli si prosegue, attraversando la Lunigiana ad Aulla, Sarzana e Luni, per Lucca, Porcari, Altopascio, Galleno, Ponte a Cappiano, Fucecchio, San Gimignano o Poggibonsi, Siena e Viterbo, per terminare a Roma.
In alternativa, il pellegrino, una volta raggiunta Piacenza, può percorrere la via Emilia ed oltrepassare l'Appennino in corrispondenza o di Bologna o di Forlì, raggiungendo così o la via romea della Sambuca o la via romea dell'Alpe di Serra. A testimonianza di questo percorso, si può ad esempio ricordare che la consuetudine del passaggio di pellegrini provenienti dall'Irlanda e dalla Scozia ha dato origine, già nell'alto medio evo, alla chiesa forlivese, oggi scomparsa, di San Pietro in Scotto o in Scottis.

### La Via Romea Nonantolana
Nell'VIII secolo d.c. il re longobardo Astolfo incaricò suo cugino Anselmo, duca del Friuli di costituire una via di comunicazione da nord a sud nella retrovia del confine con l'impero Bizantino, che all'epoca correva lungo la valle del fiume Reno. Dopo aver fondato un monastero benedettino a Fanano, Anselmo fondò la potente abbazia di Nonantola, destinata a diventare nell'alto medioevo una delle più importanti abbazie benedettine d'europa. L'asse del fiume Panaro divenne quindi un'importante via di comunicazione per Roma, mentre l'abbazia divenne luogo di tappa obbligata per papi ed imperatori.
Riscoperta a partire dagli ultimi anni del XX secolo, venne chiamata Via Romea Nonantolana a sottolineare il legame dei territori attraversati - dal Po al crinale appenninico - con la storica abbazia nullius, che ne controllava formalmente i territori e le parrocchie fino alla plena unione con l'arcidiocesi di Modena (1986).
La strada attraversa il Frignano, risalendo il corso del Panaro, o su una riva o sull'altra, sino all'abbazia di Fanano (oggi non più esistente), ai piedi del passo appenninico della Croce Arcana. Oltrepassato l'Appennino, nei pressi di San Marcello Pistoiese, la strada si biforca, puntando o verso Pistoia e San Miniato, oppure, seguendo le valli della Lima e del Serchio, verso Lucca, entrambe località in comune con la via francigena.
In alternativa, il pellegrino, una volta raggiunta la via Emilia può seguirla verso oriente ed oltrepassare l'Appennino in corrispondenza o di Bologna o di Forlì, raggiungendo così o la via romea della Sambuca o la via romea dell'Alpe di Serra.

### La Via Romea della Sambuca (oVia Francesca della Sambuca)
La strada nota anche come Via Francesca della Sambuca, si dirama dalla via Emilia, lasciando Bologna per risalire la valle del torrente Limentra, affluente del Reno, raggiungendo il castello della Sambuca, da cui prende il nome, e lo spedale di Pratum Episcopi, l'odierna località di Spedaletto. Superato il passo appenninico della Collina, giunge prima a Pistoia e poi a Lucca. È percorsa dall'attuale Strada Statale n 64 e denominata al tempo dei Romani Via Cassiola Piccola Cassia o Sambucchese.

### La Via Romea Germanica o Via Romea dell'Alpe di Serra
La Via Romea Germanica è nota anche come Via Romea dell'Alpe di Serra o Via Teutonica, o Via di Alemagna o Via Romea di Stade o Via Ungaresca.
Gli ungari e i tedeschi, come erano genericamente chiamati i pellegrini provenienti dai paesi europei centro-settentrionali, seguivano due vie: una lungo la valle dell'Adige fino a Verona; l'altra lungo la val Pusteria fino a Treviso. 
Quest'ultima via poteva esser denominata anche Via Ungaresca (o Via Ongaresca).
Entrambi i percorsi o raggiungono poi la via Emilia, seguendola sino a Forlì o arrivano comunque a Forlì dopo aver toccato Padova, Ferrara e Ravenna. 
Come tutti gli itinerari, non si trattava di un percorso unico ma di una fascia di arterie e diverticoli che venivano scelti di volta in volta secondo le condizioni meteorologiche e delle strade, la situazione politica, l'entità dei pedaggi, le possibilità di sosta attrezzata e le minacce alla sicurezza. 
Si chiama tuttora "Romea" la strada statale 309 che va da Venezia a Ravenna, ma in Romagna nel linguaggio popolare la denominazione continua a indicare anche il tratto della SS16 Adriatica fino a Rimini, la quale ricalca in gran parte il percorso della consolare romana Via Popilia che giungeva fino ad Adria. I pellegrini, ma fin dalla preistoria anche i flussi commerciali dell'ambra e del ferro, scendevano dalla Scandinavia, dalla Germania o dal Mar Baltico per poi attraversare Estonia, Lettonia, Lituania, Polonia, l'attuale Repubblica Ceca e Austria fino a valicare le Alpi ed entravano nel Nord Est d’Italia attraverso il Tarvisio. In senso inverso viaggavano sale, vino e seta.

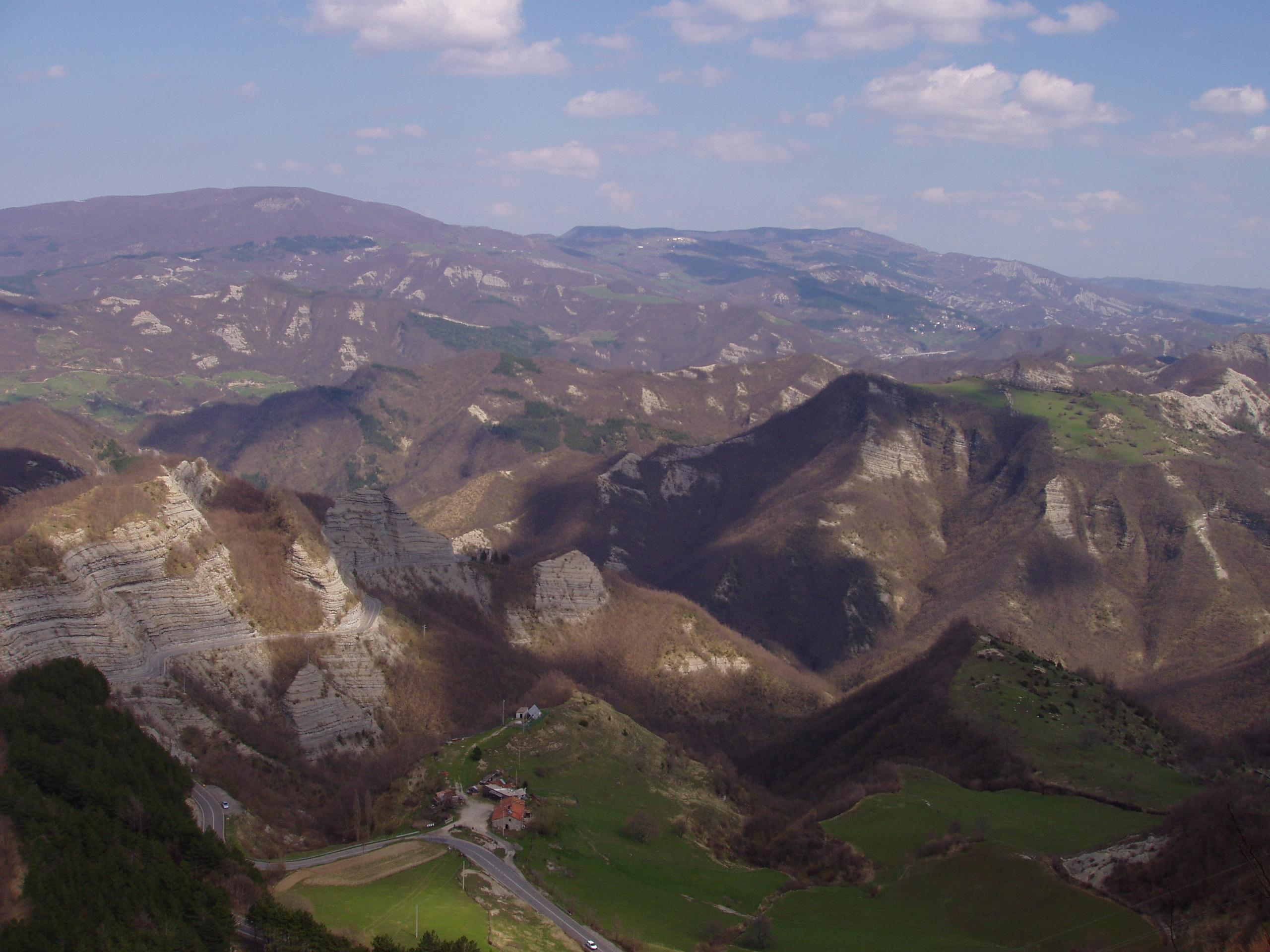
Passo dei Mandrioli verso gli Scalacci; in alto a sinistra il monte Comero e più lontano al centro il monte Fumaiolo

A Forlì ha inizio la strada che, risalendo la valle del Bidente, valica l'Appennino al passo dell'Alpe di Serra, in prossimità dell'attuale passo dei Mandrioli. Il percorso, digradando per il Casentino verso Arezzo e proseguendo per la val di Chiana, arriva a Orvieto, per poi raggiungere Montefiascone, località in comune con la via francigena. Orvieto è la città dove è istituita la solennità universale del Corpus et Sanguis Domini, l'11 agosto 1264 con Bolla Transiturus da papa Urbano IV che aveva stabilito la residenza della corte pontificia sull'antica città rupestre etrusca.
Le fonti tedesche considerano la Via Romea melior via per Roma, anche nota come Germanica, di Alemagna, o Teutonica. Quest'ultimo appellativo non sempre era gradito in quanto evocativo dei temibili Cavalieri Teutonici; i quali, peraltro, nell'antica terra della Tuscia Longobarda (divenuta tra i secoli XI e XIV Tuscia Urbevetana), facevano riferimento al vasto territorio sotto controllo orvietano, da Sutri in Tuscia Suburbicaria alla Rocca di Tintinnano in Val d'Orcia, dalle Maremme alla Val di Lago bolsenense-aquesiana, al Tevere, dall'Amiata alla Valdichiana.
Gli appellativi geografici della Via Romea dipendono in ragione della provenienza dei pellegrini. Questa via è oggi chiamata anche Via Romea di Stade perché ne troviamo una chiara descrizione negli Annali dell'Abbazia di Stade, redatti dall'abate Alberto di Stade. Gli intensi rapporti intercorsi sin dal X secolo tra Arezzo, Forlì e Ravenna sono senza dubbio tra i motivi della fortuna di questo itinerario. Con l'aumento dei pellegrinaggi dall'area centroeuropea, la via tra Forlì ed Arezzo viene sempre più battuta, divenendo il percorso preferenziale per tutti coloro che giungono dalle Alpi centrali o orientali.
Invece da Ravenna l'itinerario poteva oppure dirigersi a Cesena per poi risalire la valle del Savio e una volta valicato l'Appennino incontrare la Val Tiberina.
Da Rimini si poteva scegliere se risalire la Val Marecchia lungo l'antichissimo Iter Arretinum fino alla Val Tiberina oppure imboccare la Via Flaminia. 
Giunti nella Val Tiberina le opzioni erano fra seguire il Tevere direttamente fino a Roma, sfruttando anche l'opportunità di navigarlo come in passato era possibile per lunghi tratti, oppure raggiungere Arezzo e di qui per la Val di Chiana entrare in Umbria.

### La via Flaminia
Un altro percorso per Roma sempre più usato a partire almeno dal Duecento è la via Flaminia, l'antica consolare che collega Rimini con Roma conservatasi sostanzialmente intatta. Anche in questo caso il suo uso come itinerario romeo è legato al crescente flusso di pellegrini provenienti dall'area germanica, oltre che dalla forza attrattiva esercitata dai centri umbri, specie quelli legati alla figura di San Francesco, divenuti altri Loca Sacra per la Cristianità occidentale.
In forza della sua originaria denominazione, mai venuta meno dall'antichità al medioevo, la via Flaminia, sebbene percorso romipeto, non sembra però aver mai assunto, neppure per singoli tratti, il nome romea o romana.

### La via romana (Milano-Lodi-Piacenza)

L'antico ospizio Sant'Erasmo a Legnano

La diversificazione dei percorsi transalpini determina la nascita di altri itinerari romipeti. La riapertura ai transiti di valichi quali il Sempione e il San Gottardo, e poi lo Spluga, il Septimer Pass e il San Bernardino, determina la nascita di un ventaglio di percorsi convergenti per lo più su Milano.
La quarta stazione di sosta dal passo del Sempione era l'ospizio Sant'Erasmo a Legnano: il borgo legnanese era anche l'ultima prima di Milano, dopo di cui i pellegrini romei proseguivano verso Lodi, e poi a Piacenza, località in comune con la via francigena. Il pellegrino, comunque, può scegliere se valicare quanto prima l'Appennino o se proseguire lungo la via Emilia verso Bologna e Forlì. Definita la vera strada maestra dei pellegrinaggi, la Milano-Lodi-Piacenza a partire almeno dal Duecento incanala un largo flusso di pellegrini diretti verso Roma, e proprio per questo sarà chiamata strada romana.
La stessa denominazione viene usata anche per il tracciato stradale che dall'Oltrepò pavese, mantenendosi sulla destra del Po, fa capo a Piacenza, e che serve da alternativa al ramo della via francigena proveniente dal valico del Moncenisio.

### La via romana (Bologna-Firenze-Poggibonsi)
A partire dal Duecento tra gli itinerari romipeti che si dipartono dalla via Emilia assume crescente importanza la strada da Bologna a Firenze, che supera l'Appennino al valico dell'Osteria Bruciata e poi a quello del Giogo di Scarperia. Da Firenze la strada raggiunge Siena o Poggibonsi, onde collegarsi con la via francigena. Il raccordo che porta a Poggibonsi non a caso è chiamato strada romana.
Anche per la strada che raggiunge la via francigena a Siena, svolgendosi per le colline del Chianti, è documentata la denominazione di via romana.